# District scolaire 9 (Nouveau-Brunswick)
Le district scolaire 9 est un district scolaire francophone de la province canadienne du Nouveau-Brunswick. Il recouvre toutes les régions faisant partie de la Péninsule acadienne, qui va de Neguac à Grande-Anse, y compris Shippagan, Caraquet et Tracadie-Sheila.

## Mission et vision

### Mission
La mission du Conseil d'éducation du District scolaire 9 de la Péninsule acadienne est d'assurer la réussite du plus grand nombre d'élèves par l'acquisition d'une solide formation et le maintien d'un rendement remarquable. Le CÉD s'engage à :
- Valoriser la langue et la culture françaises
- Offrir une éducation de qualité dans un milieu d'apprentissage francophone dynamique et propice à la réussite
- Bâtir l'estime de soi des élèves et du personnel afin que chacun prenne sa place dans la société et joue un rôle de premier plan dans le développement de la région
- Développer un partenariat réel et dynamique avec les parents et les organismes du milieu
- Développer la culture d'apprentissage continu et le désir de demeurer apprenant pour la vie.

### Vision
Le Conseil d'éducation du District scolaire 9 de la Péninsule acadienne est le reflet d'une communauté francophone fière de sa langue et de sa culture. Il vise la réussite de tous les élèves en leur permettant d'apprendre et de se développer au sein d'écoles de qualité soutenues par les familles et les communautés. De concert avec ses établissements et ses partenaires, il vise également à ce que la réussite des jeunes devienne une force dans le développement économique et social de la région.

## Écoles

### Écoles primaires et intermédiaires
- École Terre-des-Jeunes *
- École Marguerite-Bourgeois *
- École La Rivière
- École l'Étincelle *
- École Ola-Léger
- École Léandre-LeGresley *
- École La Passerelle *
- École Le Tremplin **
- École La Ruche ****

---Légende---
* École allant de la maternelle à la 8e année
** École allant de la 7e à la 8e année
*** École allant de la 7e à la 8e année, mais qui comprend aussi le secondaire (9e à la 12e année).
**** École allant de la 5e à la 8e année
***** École allant de la maternelle à la 5e année
****** École allant de la maternelle à la 4e année.

### Écoles secondaires
- École Polyvalente Louis-Mailloux (Caraquet)
- École Marie-Esther
- École Polyvalent W.-Arthur-Losier (Tracadie-Sheila)

### Écoles primaires et secondaires combinées
- Centre scolaire La Fontaine